# Griften
Der Griften, auch Leger am Zeiger oder Zupalkogel, ist ein 2570 m ü. A. hoher Berggipfel der Lasörlinggruppe an der Grenze zwischen den Gemeinden Virgen und St. Veit in Defereggen (Bezirk Lienz).

## Lage
Der Griften liegt innerhalb der Lasörlinggruppe im Ostbereich des Hauptkammes, wobei am Hauptkamm sowie im Bereich des Griften die Gemeindegrenze zwischen Virgen im Norden und St. Veit im Süden verläuft. Benachbarte Gipfel am Hauptkamm sind südwestlich der Zupalkogel (2705 m ü. A.), südöstlich befindet sich die Melspitze (2641 m ü. A.). Zwischen Griften und Melspitze befindet sich der Legersattel (2630 m ü. A.), vom Zupalkogel ist der Griften durch den Griftensattel (2660 m ü. A.) getrennt. Von Griften führt des Weiteren ein langer Kamm nach Norden, wobei hier, getrennt durch die Legerlescharte (2488 m ü. A.) das Legerle (2527 m ü. A.) liegt. Nordwestlich des Griften befindet sich der Zupalsee, nordöstlich die Fratnikalm und der Oberstkogel. An der Südflanke entspringt der Durbach.

## Anstiegsmöglichkeiten
Der Weg von Norden auf den Griften führt von Virgen auf die Zupalseehütte und danach entweder über die Legerlescharte und den Nordkamm oder über den Griftensattel und den Südwestkamm. Von Süden kann der Griften von Mellitz oder Bergl über die Mellitzalm und danach über den Legersattel und den Südostkamm erreicht werden.